# Harrington (Quebec)
Harrington es un municipio-cantón de la provincia de Quebec, Canadá y es una de las 1135 municipalidades en las que está dividido administrativamente el territorio de dicha provincia. Cálculos gubernamentales estiman que en fecha del 1° de julio de 2011 en la municipalidad habían 770 habitantes. Harrington se encuentra en el condado régional de Argenteuil y a su vez, en la región administrativa de Laurentides. Hace parte de las circunscripciones electorales de Argenteuil a nivel provincial y de Argenteuil−Mirabel a nivel federal.